# Setonix brachyurus
O quokka ([ˈkwɒkə]) (Setonix brachyurus), o único membro do gênero Setonix, é um pequeno macrópode de tamanho similar a um gato doméstico. Como outros marsupiais da mesma família, tal como Cangurus e Wallabys, o quokka é herbívoro e noturno.
São encontrados em ilhas menores na costa australiana, particularmente na ilha de Rottnest, e também em Bald Island, perto de Albany, e em populações isoladas espalhadas na floresta e costa entre Perth e Albany. Uma pequena colônia existe na área protegida da reserva Two Peoples Bay, onde eles vivem juntamente com o marsupial Potorous gilbertii, a espécie de marsupial mais ameaçada da Austrália.

## Descrição
Um quokka pesa de 2,5 a 5,0 kg e tem entre 40 e 54 cm, com uma cauda, que é pequena em comparação a outros macrópodes. São fortes, com as pernas traseiras bem desenvolvidas, orelhas redondas e a cabeça é pequena e larga. Seu pelo é marrom rajado. Seu sistema musculoesquelético era originalmente adaptado para um estilo de vida similar a de cangurus, mas com o tempo e evolução fora adaptado para uma locomoção arbórea. Apesar de parecer não muito mais que um canguru pequeno, ele consegue escalar pequenas arvores e arbustos de até 1 metro e meio. O quokka vive em media 10 anos.
A duração da gestação é de um mês, e a fêmea dá à luz apenas um filhote. Fêmeas podem dar a luz até 2 vezes no ano e vão produzir cerca de 17 filhotes durante a vida. Os filhotes vivem na bolsa na mãe por 6 meses, e uma vez que sai da bolsa ele dependerá da mãe para leite por outros 2 meses, são então totalmente desmamados 8 meses depois do nascimento. Fêmeas são sexualmente maduras depois dos 18 meses de vida, na média. Quando uma fêmea com um filhote na bolsa é perseguida por um predador, ela pode jogar o filhote no chão, que ira produzir barulho para distrair o predador enquanto a mãe escapa.

## Descoberta

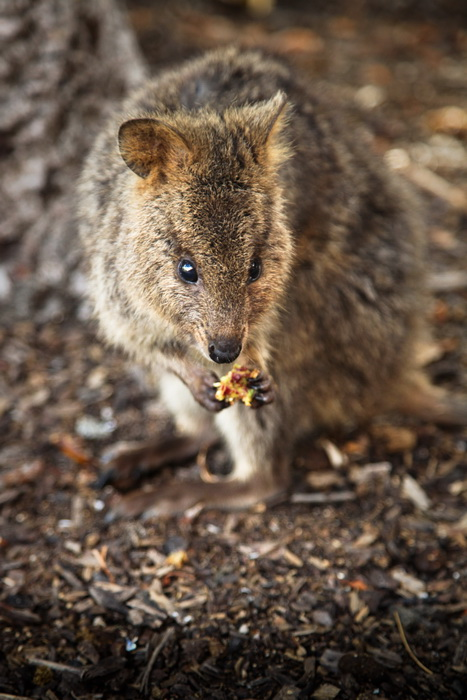
Quokka usando as patas da frente para se alimentar

O marinheiro holandês Samuel Volckertzoon escreveu sobre o avistamento de um suposto gato selvagem na ilha de Rottest, em 1658. Em 1696, Willem de Vlamingh achou que fossem ratos gigantes, nomeando a ilha "Rotte nest", que vem do holandês para "ninho de rato".

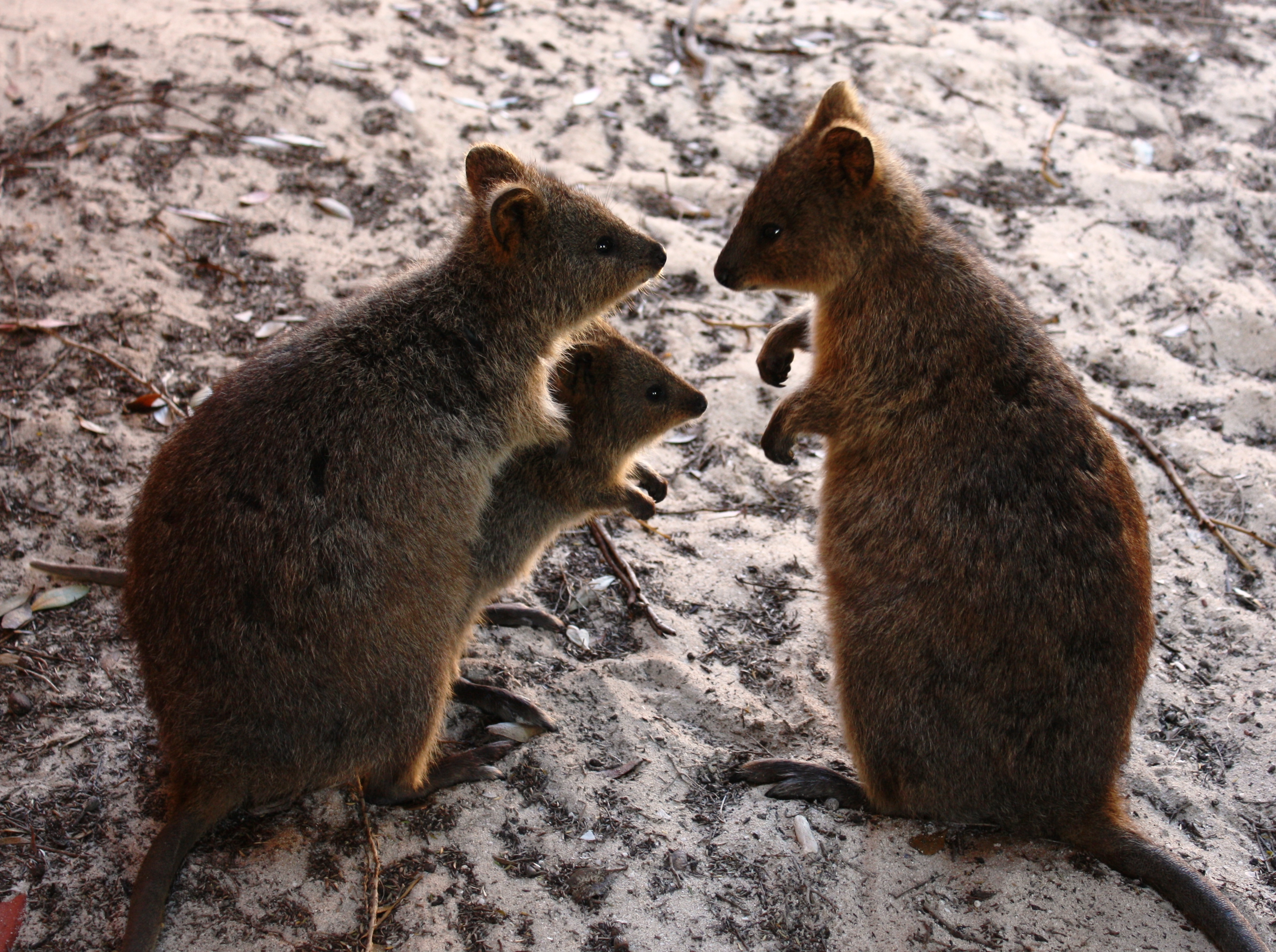
Família de quokkas

A palavra "Quokka" é derivada da lingua Nyungar, "gwaga".

## Ecologia
Na natureza, o quokka está restrito a uma parte muito pequena no sudoeste da Austrália ocidental, com algumas populações isoladas espalhadas. Uma colônia grande existe em Rottnest Island, e uma menor em Bald Island. Essas ilhas não têm predadores como raposas ou gatos. Em Rottnest, quokkas são comuns e ocupam vários habitats desde arbustos no semiárido a plantações.

## Dieta
Como a maioria dos macrópodes, o quokka come vários tipos de vegetação, incluindo grama e folhas. Um estudo mostrou que Guichenota Iedifolia, uma espécie de arbusto, é uma das comidas favoritas dos quokkas. Visitantes são avisados para nunca alimentar os quokka, parcialmente pois comida humana pode causar desidratação e má nutrição. Devido à falta relativa de água em Rottnest Island, quokkas precisam de grande quantidade de água, que eles normalmente conseguem por meio do alimento. Fora das ilhas, eles normalmente vivem em locais mais úmidos.

## População
Durante a época colonial, os quokkas eram comuns, mas devido a diminuição da população no século XX, a área de distribuição deles tinha caído pela metade em 1992.
Apesar de serem numerosos em ilhas, são considerados uma espécie vulnerável. No continente australiano, onde é ameaçado por predadores invasivos como gatos, raposas e cachorros, eles necessitam de folhagens e arbustos densos para se esconderem. A exploração madeireira, a agricultura e a expansão urbana no geral têm reduzido esse habitat, deixando os quokkas mais vulneráveis ainda e contribuindo para a diminuição da espécie.
No continente, existem certa de 2576 quokkas, com todas as populações sendo estimadas em menos do que 45 indivíduos cada.
Em 2007, a população de quokkas em Rottnest Island era de 8000 a 12000 indivíduos. Cobras são os únicos predadores na ilha. A população é menor em Bald Island, onde eles não têm predadores, com cerca de 600 a 1000 quokkas.

## Interação humana

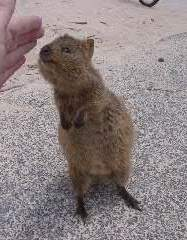
Quokka interagindo com humano.

Quokkas normalmente não têm medo de seres humanos, e comumente se aproximam de pessoas. Apesar de terem a reputação de serem "o animal mais feliz do mundo", anualmente casos de mordidas são reportados, especialmente em crianças. Existem certas restrições para com alimentação. E é ilegal que pessoas comuns os manuseiem de qualquer forma.
Quokkas podem ser vistos em vários zoológicos e parques na Austrália, incluindo Perth Zoo, Taronga Zoo, Wild Life Sydney, e Adelaide Zoo. A interação física não é geralmente permitida sem supervisão.